# Padinska Skela
Padinska Skela (em cirílico:Падинска Скела) é uma vila da Sérvia localizada no município de Palilula, pertencente ao distrito de Belgrado, nas regiões de Šumadija e Banat serbe. A sua população era de 9107 habitantes segundo o censo de 2009.

## Demografia
| 1948  | 1953  | 1961  | 1971  | 1981   | 1991   | 2002  |
| ----- | ----- | ----- | ----- | ------ | ------ | ----- |
| 2 516 | 5 578 | 7 631 | 8 280 | 10 311 | 10 371 | 9 836 |